# Prințesa Wilhelmina Ernestine a Danemarcei

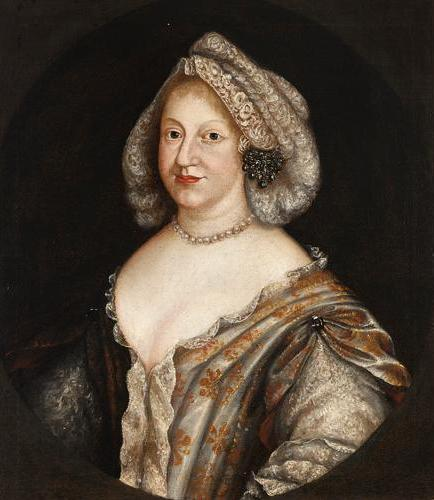
Wilhelmina Ernestine a Danemarcei, mai târziu Electiare Palatină. Portret de Johann Georg Wagner.

Wilhelmine Ernestine a Danemarcei și Norvegiei (daneză Vilhelmine Ernestine, germană Wilhelmine Ernestine) (20 iunie/21 iunie 1650 - 22 aprilie/23 aprilie 1706) a fost Electoare Palatină. A fost al patrulea copil și a treia fiică a regelui Frederic al III-lea al Danemarcei și a soției acestuia, Sophie Amalie de Brunswick-Lüneburg.

## Biografie
Cumnata mamei sale, Sofia de Hanovra, a aranjat căsătoria dintre Wilhelmina Ernestine și nepotul Sofiei, Carol. Mariajul a fost unul nefericit: Carol a fost obligat de tatăl său să se căsătorească cu ea împotriva dorinței sale și i-a displăcut mariajul de la început. Comportamentul ei timid și apariția fizică a mărit distanța dintre ei. Nu au avut copii.
La 28 august 1680 ei au devenit Elector și Electoare Palatină. Domnia soțului ei a fost marcată de dependența lui de favorite. Carol a murit la 26 mai 1685. Ca văduvă, ea a locuit cu sora ei, Ana Sofia, Electoare de Saxonia, la Castelul Lichtenburg din Saxonia.